# Becca della Traversière
La Becca della Traversière (pron. fr. AFI: [tʁavɛʁsjɛʁ] - 3.337 m s.l.m. - Pointe de la Traversière o Pic de la Traversière in francese) è una montagna delle Alpi della Grande Sassière e del Rutor nelle Alpi Graie. Si trova sul confine tra l'Italia e la Francia.

## Caratteristiche

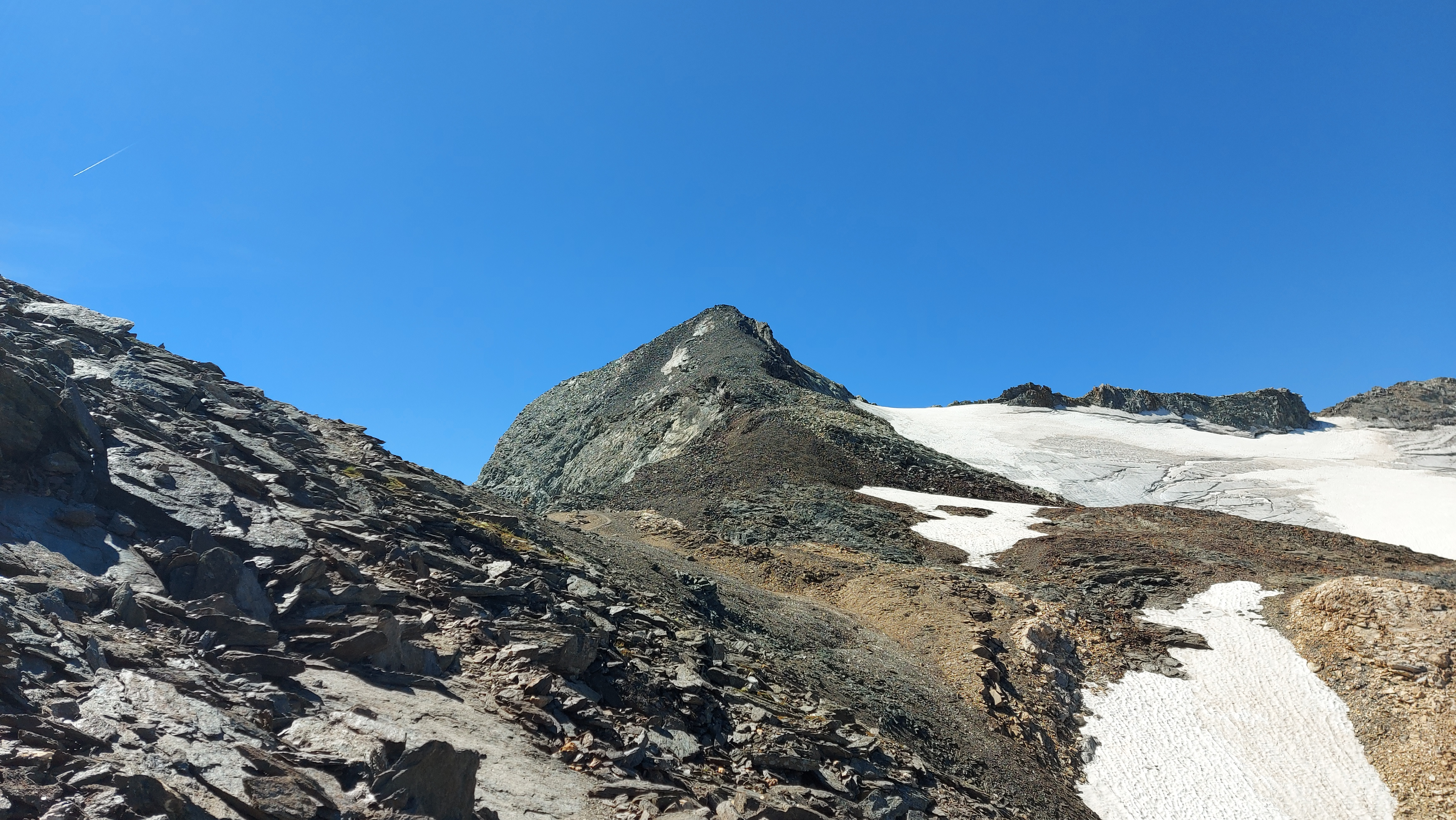
La vetta della montagna come si presenta salendovi dal col Bassac Déré.

Si trova al punto di unione delle creste montuose che dividono la Valgrisenche, la Val di Rhêmes e la Tarentaise.
La montagna si presenta come una piramide con tre creste. Una cresta scende a nord verso il col Bassac Déré; una seconda cresta andando verso ovest si abbassa al Col de la Grande Sassière per poi risalire verso l'Aiguille de la Grande Sassière; una terza cresta si abbassa verso est nel ghiacciaio di Goletta.
A nord-ovest della vetta scende il ghiacciaio Glairetta mentre a d est si trova il ghiacciaio di Goletta.

## Vie di salita alla vetta

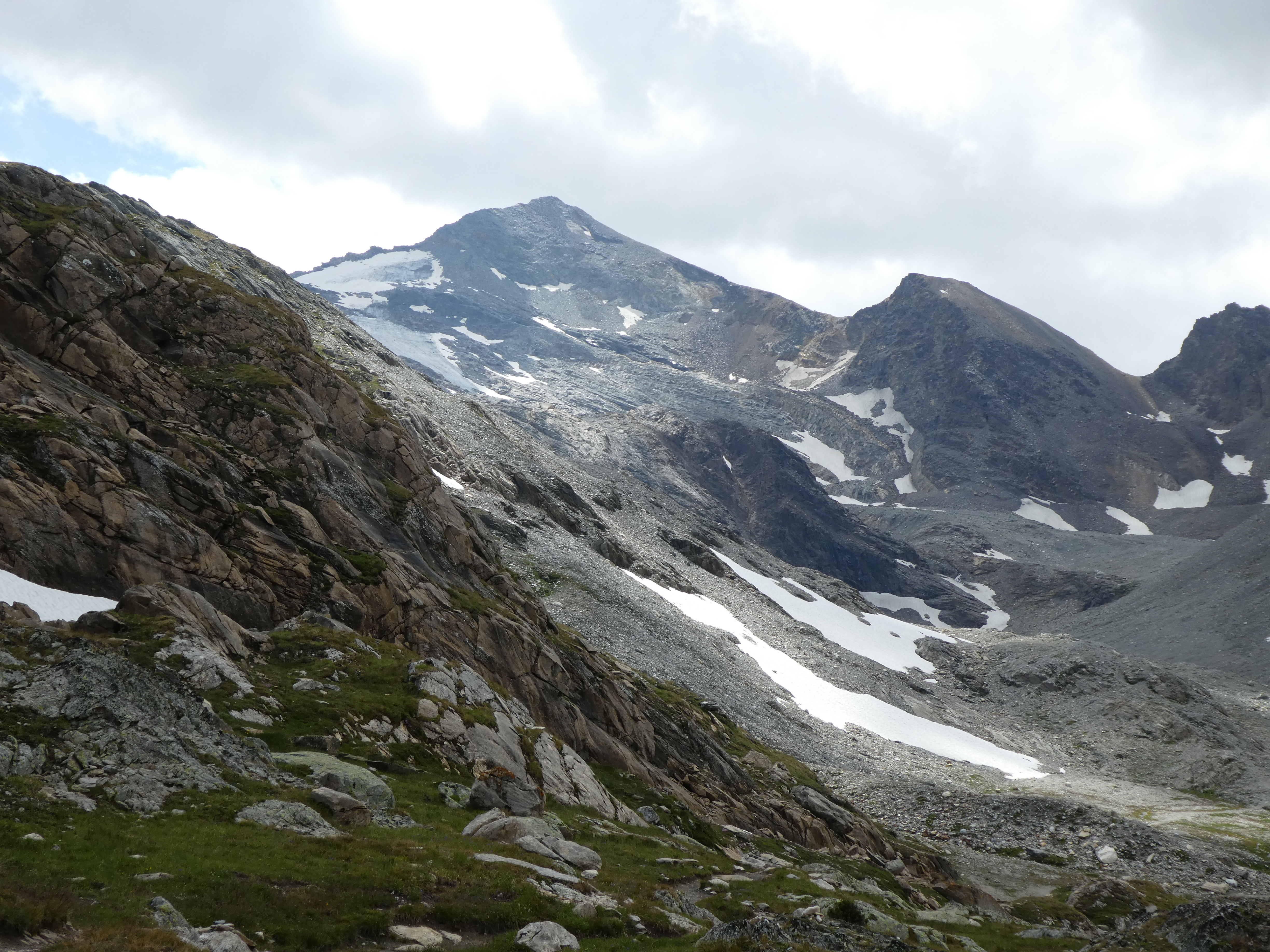
La montagna vista salendo dalla Comba della Goletta; sulla destra il col Bassac Déré.

La via normale della montagna non presenta particolari difficoltà per la sua ascesa. Partendo dalla Valgrisenche ci si può appoggiare al Rifugio Mario Bezzi; salendo dalla Val di Rhêmes si può approfittare del Rifugio Gian Federico Benevolo. In entrambi i casi la via passa per il col Bassac Déré e segue la cresta nord-ovest.
In alternativa la Becca della Traversière può essere salita attraversando il ghiacciaio di Goletta e seguendo la cresta est.